# Ankazondandy
Ankazondandy är en ort i Madagaskar.   Den ligger i regionen Analamanga, i den centrala delen av landet, 40 km nordost om huvudstaden Antananarivo. Ankazondandy ligger 1 378 meter över havet och antalet invånare är 16 000.
Terrängen runt Ankazondandy är huvudsakligen platt. Ankazondandy ligger nere i en dal. Runt Ankazondandy är det ganska glesbefolkat, med 32 invånare per kvadratkilometer. Närmaste större samhälle är Sadabe, 11,5 km nordväst om Ankazondandy. I omgivningarna runt Ankazondandy växer huvudsakligen savannskog.